# Młodzi mistrzowie Shaolin
Młodzi mistrzowie Shaolin (ang. Shaolin Wu Zang, 2006-2007) – francusko-chiński serial animowany opowiadający o nastolatkach uczących się sztuki walki.

## Fabuła
W dawnych Chinach dwóch nastolatków i dziewczyna zostają przyjęci do prestiżowej szkoły sztuk walki kung-fu „Temple of Shaolin”. Nie zdają sobie sprawy, że są reinkarnacją trzech świętych mnichów Shaolin, którzy tysiące lat wcześniej oddali swoje życie, aby unicestwić okrutnego demona. Niestety demon odradza się i trzej bohaterowie mają za zadanie pokonać go, jeżeli uda im się wcześniej zgłębić tajemnice sztuki walki kung-fu.

## Wersja polska
Opracowanie wersji polskiej: na zlecenie ZigZapa – Start International Polska

Reżyseria:
- Paweł Galia (odc. 1-8, 13-26),
- Artur Kaczmarski (odc. 9-12)

Dialogi polskie: Jakub Osiński

Dźwięk i montaż:
- Jerzy Wierciński (odc. 1-8, 13-26),
- Janusz Tokarzewski (odc. 9-12)

Kierownik produkcji: Anna Kuszewska

Udział wzięli:
- Joanna Pach – Hua
- Błażej Wójcik – Tang
- Grzegorz Drojewski – Cheng
- Włodzimierz Bednarski – Mistrz San-Zang
- Andrzej Zieliński – Hayhu
- Andrzej Chudy – Ojciec Tanga (odc. 1)
- Jakub Szydłowski
- Paweł Szczesny
- Krzysztof Szczerbiński – Lu Yen (odc. 3)
- Jonasz Tołopiło – An Ping (odc. 6)
- Mirosław Zbrojewicz – Shiwang Pei (odc. 7)
- Wit Apostolakis-Gluziński
- Jarosław Domin – Generał Dao Sen (odc. 8)
- Robert Tondera –
  - Dorosły Cheng (odc. 9),
  - Zin (odc. 15)
- Beata Wyrąbkiewicz – Yang Su (odc. 12)
- Ewa Serwa
- Adam Bauman
- Mieczysław Morański – Sing Pao (odc. 16)
- Piotr Bąk
- Mirosław Wieprzewski
- Stanisław Brudny – Mistrz Long-Du
- Janusz Wituch

i inni

## Spis odcinków
| Premiera odcinka | Nr | Polski tytuł           | Angielski tytuł           | Francuski tytuł            |
| ---------------- | -- | ---------------------- | ------------------------- | -------------------------- |
|                  |    |                        |                           |                            |
| SERIA PIERWSZA   |    |                        |                           |                            |
|                  |    |                        |                           |                            |
| 22.12.2007       | 01 | Powrót Demona          | The Demon’s Retrun        | Le retour du démon         |
|                  |    |                        |                           |                            |
| 05.01.2008       | 02 | Bagno Wisielców        | Hangman’s Swamp           | Le marais des pendus       |
|                  |    |                        |                           |                            |
| 12.01.2008       | 03 | Kwai Gonjin            | Kwai Gonjin               | Kwaï Goujin                |
|                  |    |                        |                           |                            |
| 19.01.2008       | 04 | Twój najgorszy wróg    | Your Worst Enemy          | Ton pire ennemi            |
|                  |    |                        |                           |                            |
| 26.01.2008       | 05 | Wodne smoki            | The River Dragons         | Les dragons-rivières       |
|                  |    |                        |                           |                            |
| 02.02.2008       | 06 | Oko medalionu          | The Eye In The Medallion  | Le revers de la médaille   |
|                  |    |                        |                           |                            |
| 09.02.2008       | 07 | Daikiny                | The Daikinis              | Les Dâkinis                |
|                  |    |                        |                           |                            |
| 16.02.2008       | 08 | Cesarska ochrona       | The Imperial Escort       | L’escorte impériale        |
|                  |    |                        |                           |                            |
| 23.02.2008       | 09 | Koło czasu             | The Wheel of Time         | La roue du temps           |
|                  |    |                        |                           |                            |
| 01.03.2008       | 10 | Magiczne lustro        | Deep Within the Mirror    | Au fond du miroir          |
|                  |    |                        |                           |                            |
| 08.03.2008       | 11 | Kuei                   | The K’Uei                 | Les K’Uei                  |
|                  |    |                        |                           |                            |
| 15.03.2008       | 12 | Młodsza siostra        | Little Sister             | Petite sœur                |
|                  |    |                        |                           |                            |
| 22.03.2008       | 13 | Zasłona światła        | The Veil Of Light         | Le voile de lumière        |
|                  |    |                        |                           |                            |
| 29.03.2008       | 14 | Duch żaby              | Sprit Frog                | L’esprit grenouille        |
|                  |    |                        |                           |                            |
| 05.04.2008       | 15 | Diamentowe oczy        | Diamond Eyes              | Les larmes de diamant      |
|                  |    |                        |                           |                            |
| 12.04.2008       | 16 | Ogry z Kaifeng         | The Ogres of Kaifeng      | Les ogres de Kaifen        |
|                  |    |                        |                           |                            |
| 19.04.2008       | 17 | Święty łuk             | Yi’s Sacred Bow           | L’arc sacré de Yi          |
|                  |    |                        |                           |                            |
| 26.04.2008       | 18 | Pawilon szeptów        | The Pavilion of Whispers  | Le pavillon des murmures   |
|                  |    |                        |                           |                            |
| 03.05.2008       | 19 | Wieczna miłość         | Young Love                | Un amour de jeunesse       |
|                  |    |                        |                           |                            |
| 10.05.2008       | 20 | Królestwo cichej wody  | The Realm of Quiet Waters | Le royaume des eaux calmes |
|                  |    |                        |                           |                            |
| 17.05.2008       | 21 | Demon o tysiącu twarzy | A Thousand Faces          | Mille visage               |
|                  |    |                        |                           |                            |
| 24.05.2008       | 22 | KunLun                 | KunLun                    | Kunlun                     |
|                  |    |                        |                           |                            |
| 31.05.2008       | 23 | Złodziej cienia        | Shadow Thief              | Le voleur d’ombres         |
|                  |    |                        |                           |                            |
| 07.06.2008       | 24 | Niewidzialny zamek     | The Invisible Castle      | Le château invisible       |
|                  |    |                        |                           |                            |
| 14.06.2008       | 25 | Fi-Rang                | Xi-Rang                   | Xi-Rang                    |
|                  |    |                        |                           |                            |
| 21.06.2008       | 26 | Pułapka                | The Trap                  | Le piège                   |
|                  |    |                        |                           |                            |